# Stazione di San Severo
Stazione di San Severo vasútállomás Olaszországban, Puglia régióban, San Severo településen.

## Vasútvonalak
Az állomást az alábbi vasútvonalak érintik:
- Ancona–Lecce-vasútvonal
- San Severo-Peschici-vasútvonal

## Kapcsolódó állomások
A vasútállomáshoz az alábbi állomások vannak a legközelebb: 
- Stazione di Rignano Garganico
- Stazione di Apricena
- Apricena old train station
- Apricena Città railway station (Peschici Calenella railway station, San Severo-Peschici-vasútvonal)
- San Matteo railway halt